# Masha (Gewichtseinheit)

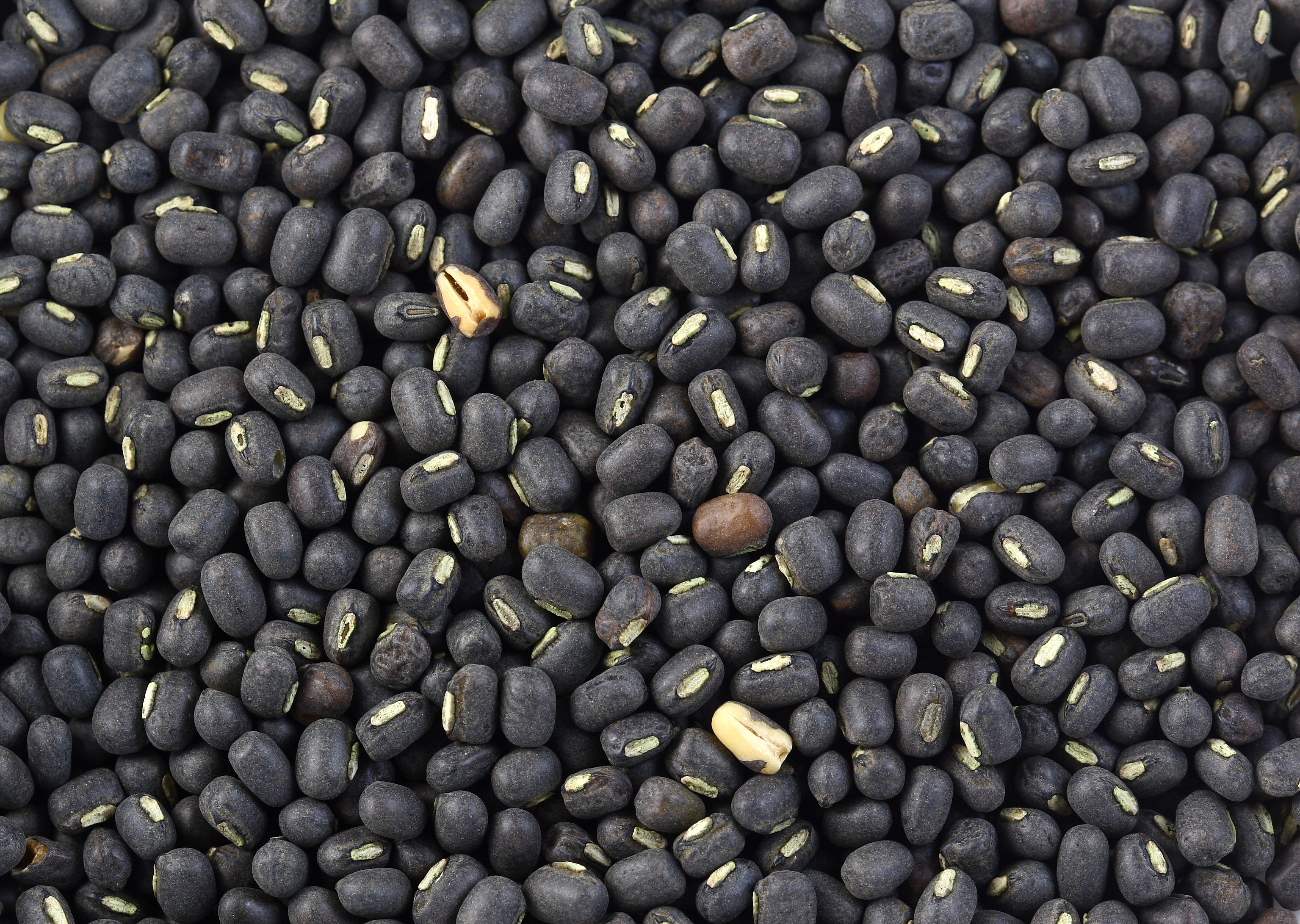
Urdbohnen, an denen sich das Masha als Gewichtseinheit orientierte

Masha (Sanskrit माष māṣa, Urdu ماشه DMG māša), in europäischen Darstellungen auch Massa, Mas oder Mähs genannt, war eine indische Gewichtseinheit, die sich an dem Gewicht des getrockneten Samens der Urdbohne orientierte und ungefähr einem Gramm entsprach. Sie bildete neben dem Rati eine der wichtigsten Grundeinheiten des indischen Gewichtssystems und wurde vor allem als Münzgewicht verwendet. In der britischen Kolonialzeit wurde mit dem Masha auch der Feingehalt von Gold und Silber angegeben.

## Altes Indien
Im alten Indien war das Masha vor allem Münzgewicht. Eine Münze im Gewicht eines Masha wurde Mashaka genannt. Eine Goldmünze von der Schwere eines Masha nannte man Suvarna-Mashaka. Aus einem Kommentar zum Vinayapitaka geht hervor, dass zur Zeit des Königs Bimbisara (5. Jh. v. Chr.) ein Karshapana 20 Mashas entsprach. Nach dem vedischen Priester Katyayana (3. Jh. v. Chr.) wurde das Masha auch Pana genannt, entsprach 1/20 Karshapana und setzte sich aus 5 Kakani zusammen. Auch das Naradasmriti gibt das Verhältnis zwischen Masha und Karshapana mit 1/20 an, legt aber gleichzeitig fest, dass 1 Masha nur 4 Kakani entspricht. Außerdem wird mitgeteilt, dass das Karshapana auch Andika genannt wird.
Nach dem Manusmriti und dem Yajnavalkyasmriti gab es zwei verschiedene Mashas, eines für Gold und Kupfer und eines für Silber. Für das Gold- und Kupfer-Masha galt: 1 Masha = 5 Krishnala oder Raktika (= Rati) = 1/16 Karsha, Aksha, Tolaka oder Suvarna. Für das Silber-Masha galt: 1 Masha = 2 Krishnala oder Raktika = 1/16 Dharana oder Purana. Nach Angaben des Mathematikers Mahavira war dies auch der Standard im Königreich Magadha, wobei allerdings das Rati hier Gunja genannt wurde. Im Königreich Kalinga galt dagegen: 1 Masha = 7 oder 8 Gunja = ¼ Nishka (Tanka oder Sana) = 1/6 Gadyana = 1/10 Karsha. Insgesamt ist auffällig, dass das Verhältnis des Masha zum Rati sehr unterschiedlich (½, 1/5, 1/7 oder ⅛) bestimmt wurde.

## Muslimische Zeit
Al-Biruni, der im frühen 11. Jahrhundert ein Weg über Indien verfasste, gibt an, dass in seiner Zeit 1 Masha = 4 Andi war. Das Andi war der Samen eines Gaura genannten Baumes. An größeren Gewichtseinheiten, die ein Vielfaches des Masha bildeten, nennt er das Drankshana (= 6 Masha), das Chana (= 8 Masha), den Tola (= 12 Masha) und den Suvarna (= 16 Masha). Gleichzeitig berichtet al-Biruni, dass 1 Mithqāl = 5 5/7 Masha.
Wie aus einem Lehrgedicht von Thakkura Pheru, dem Münzmeister des Khalji-Herrschers Ala ud-Din Khalji, hervorgeht, galt Anfang des 14. Jahrhunderts 1 Masha = 8 Rati = 16 Java. Zu den größeren Gewichtseinheiten, die ein Vielfaches des Masha bildeten, gehörten das Tanka (= 4 Māsha) und das Tola (= 12 Masha).

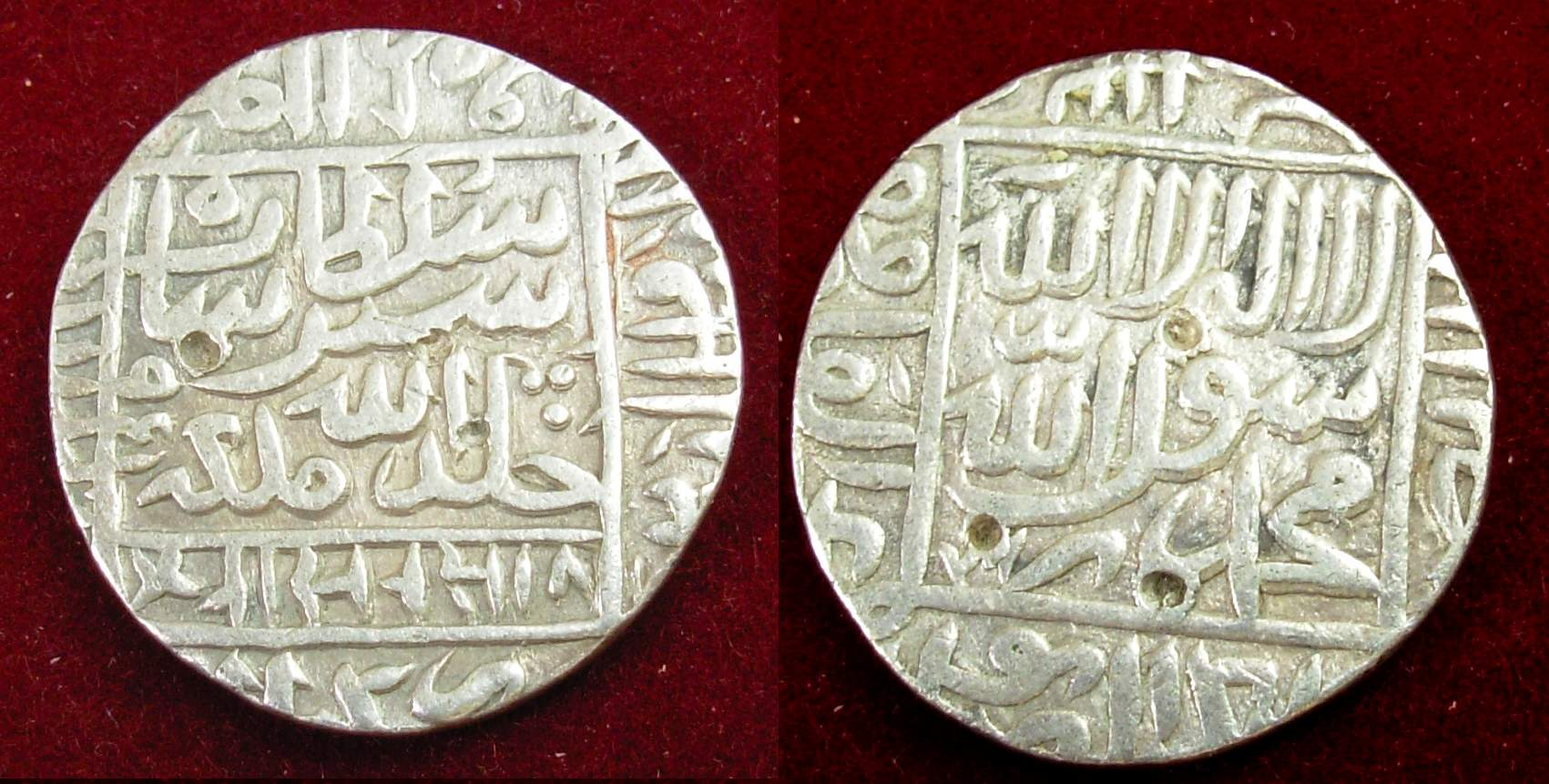
Die von Sher Khan Suri neu eingeführte Rupie mit dem Gewicht von 11 ½ Masha

Der Suri-Herrscher Sher Khan Suri (1540–1545) führte als neue Silbermünze in Indien die Rupie mit einem Gewicht von 11 ½ Masha ein. In der Zeit des Mogulherrschers Akbars galt: 1 Masha = 6 Surch (d. h. Rati) = ¼ Tank. Für das Masha als Münzgewicht (wazn-i ṣairafī) galten allerdings andere Relationen, nämlich: 1 Masha = 8 Surch = 1/12 Tulcha. Es gab Gewichtsstücke zu 1, 2, 4 und 6 Masha. Die Dam-Münze bestand unter Akbar aus 20 Māsha Kupfer.
Aurangzeb erhöhte zu Anfang seiner Herrschaft das Gewicht der Dam-Münzen auf 21 Masha, senkte es dann aber später auf 14 Masha, was mit dem Anstieg des Kupferpreise zu tun hatte. Da eine Silber-Rupie Akbar nach dem Münzbefund genau 11,5484 Gramm wiegt, ergibt sich für das Masha dieser Zeit ein metrisches Gewicht von 1,0042 Gramm.

## 19. und 20. Jahrhundert

### Indischer Subkontinent

#### Als Gewichtseinheit
In Britisch-Indien wurde mit der bengalischen Regulation VII of 1833, die auf eine Standardisierung der Gewichtsmaße in Indien abzielte, das Gewicht des Masha auf 15 Troy Grains festgelegt, was 0,972 Gramm entspricht. Hinsichtlich des Verhältnisses zu den kleineren indischen Gewichtseinheiten sollte gelten: 1 Masha = 8 Rati = 32 Dhan. Das Dhan scheint mit dem Nely identisch gewesen zu sein, denn es galt zu dieser Zeit auch: 1 Massa = 32 Nely. Hinsichtlich der größeren Gewichtseinheiten wurden durch die Regulation von 1833 folgende Relationen festgelegt:
- 1 Tola = 12 Masha
- 1 Chitak = 60 Masha
- 1 Seer = 960 Masha
- 1 Pusseree = 4800 Masha
- 1 Maund = 38.400 Masha.[21]

Neben diesem offiziellen Masha existierten allerdings noch verschiedene lokale Masha-Einheiten, die in den westlichen Quellen meist als Massa bezeichnet werden. Umgerechnet ins metrische System, ergab das Massa an den verschiedenen Orten unterschiedliche Gewichtswerte:
- in Jalna 1 Massa = 0,9965 Gramm
- in Surat 1 Massa = 1,0124 Gramm
- in Ahmadnagar 1 Massa = 1,0162 Gramm
- in Malwa 1 Massa = 1,0259 Gramm
- in Pune 1 Massa = 1,0349 Gramm
- in Kalkutta 1 Massa = 1,1641 Gramm
- in Patna 1 Massa = 1,1987 Gramm[22]

Zu den anderen indischen Gewichtseinheiten stand das Massa an den meisten dieser Orte in der gleichen Relation. Für einige dieser Orte werden auch noch zusätzliche Verhältnisbestimmungen genannt. So war in Ahmadnagar, Jalna und Pune 1 Massa = 4 Wall, und in Calcutta war 1 Massa = 128 Punko = 1/10 Sicca.
Hinsichtlich des Verhältnisses zwischen Māsha und Tola scheint es an einzelnen Orten abweichende Bestimmungen gegeben zu haben. So gibt der Bombay-Almanach für das Jahr 1842 an, dass der Tola in Bengalen aus 12 ½ Massa bestand, in Bombay aus 11 ½ Massa und in einigen Gebieten des südlichen Konkan aus 11 ¼ Massa. Keine Bestätigung findet die Angabe bei Johann Friedrich Krüger, dass in Bombay 1 Tola = 15 Massa und 1 Seer = 120 Massa waren.
Bei mehreren Münzen wurde in Britisch-Indien das Gewicht in Massa angegeben. So hatte die Sicca Rupie in Calcutta ein Gewicht von 12 ½ Massa, das Kota Pice von Malwa ein Gewicht von 18 Massa und der Gold-Mohur und die Silber-Rupie von Bombay ein Gewicht von 11 ½ Massa.

#### Als Anteilseinheit
Daneben wurde das Masha von Goldschmieden und Juwelieren auch zur Angabe des Feingehalts bei Gold und Silber verwendet. Bei Gold entsprachen 12 Masha einem Feingehalt von 24 Karat, 11 Māsha einem Feingehalt von 22 Karat, und 10 Masha einem Feingehalt von 20 Karat.

### Malaiischer Archipel
Im Malaiischen Archipel und in China gab es mit dem Mass (auch Mas, Meß oder Mace genannt) eine vom Namen und Gewicht her ähnliche Maßeinheit, die wahrscheinlich ebenfalls auf das Masha zurückgeht. Im Malaiischen Archipel setzte sich ein Mass aus 4 Coupang zusammen. Mehrere größere Gewichtseinheiten wurden mit Hilfe des Mass berechnet. Im Sultanat von Aceh galt:
- 1 Pagode = 8 Mass
- 1 Tael = 16 Mass
- 1 Buncal = 80 Mass
- 1 Kätti = 1600 Mass
- 1 Bahār = 320.000 Mass.[30]

Das Mass war hier auch eine Münze, die aus einem dünnen Goldblättchen bestand und auf beiden Seiten malaiische Schrift aufwies. Sie hatte den Wert von 1600 Käsch aus Blei. Umgerechnet ins metrische System, hatte das Mass an den verschiedenen Orten die folgenden Gewichtswerte:
- in Aceh 1 Mass = 0,6001 Gramm
- auf Ambon 1 Mass = 1,8456 Gramm
- in Banjarmasin, Jambi und Makassar 1 Mass = 2,4864 Gramm
- in Padang 1 Mass = 2,5755 Gramm
- in Bengkulu 1 Mass = 2,5836 Gramm.[32]